# Estádio Nacional de Cabo Verde
Le stade national du Cap-Vert (en portugais : Estádio Nacional de Cabo Verde) est la plus grande enceinte sportive de Praia au Cap-Vert. C'est le premier stade cap-verdien par la capacité. Il est situé dans le quartier de Monte Vaca le long de la EN1-ST06 à Praia.

## Histoire
La première pierre est posée en octobre 2010, et la construction a été financé par la Chine. Initialement, il était prévu d'avoir une capacité de 10 000 spectateurs, mais finalement à la fin des travaux le stade fait 15 000 places.
Le stade est inauguré le 23 août 2014 lors d'un match entre les équipes de football féminines entre les îles de Barlavento et les îles de Sotavento. Lors de la cérémonie d'ouverture, il y avait des manifestations d'athlétisme, de karaté et de taekwondo.
Le premier match de l'équipe du Cap-Vert de football a eu lieu le 10 septembre 2014 contre la Zambie lors d'un match des éliminatoires de la CAN 2015 (victoire 2-1 du Cap-Vert). Lors de ce match, Zé Luís inscrit le premier but de l'histoire du stade.

## Utilisations
Le stade accueille les rencontres à domicile de l'équipe du Cap-Vert de football.